# يو إف سي 220
يو إف سي 220: ميوتيتش ضد نغانو (بالإنجليزية: UFC 220: Miocic vs. Ngannou)‏ هو حدث لفنون القتال المختلطة نظمته يو إف سي، أُقيم في 20 يناير 2018، على تي دي جاردن في بوسطن، ماساتشوستس، الولايات المتحدة.